# Frécourt
Frécourt ist eine französische Gemeinde mit 88 Einwohnern (Stand 1. Januar 2022) im Département Haute-Marne in der Region Grand Est; sie gehört zum Arrondissement Langres.

## Geografie
Frécourt liegt rund 30 Kilometer südöstlich der Stadt Chaumont im Süden des Départements Haute-Marne.

## Geschichte
Um 1140 wird ein Priester Coluns in Frécourt erwähnt. Im Hundertjährigen Krieg wird die Gemeinde völlig zerstört. Die Mechanisierung der Landwirtschaft führte zu einer starken Abwanderung im späten 19. Jahrhundert und im 20. Jahrhundert. Frécourt gehört historisch zur Region Bailliage de Langres innerhalb der Provinz Champagne. Der Ort gehörte von 1793 bis 1801 zum District Langres. Zudem von 1793 bis 2015 zum Kanton Neuilly-l’Évêque. Zwischen 1972 und 1983 war die Gemeinde ein Ortsteil von Neuilly-l’Évêque.

## Bevölkerungsentwicklung
| Jahr                       | 1962 | 1968 | 1990 | 1999 | 2006 | 2019 |
| Einwohner                  | 156  | 173  | 115  | 87   | 98   | 99   |
| Quellen: Cassini und INSEE |      |      |      |      |      |      |

## Sehenswürdigkeiten
- Kirche Saint-Barthélemy aus dem Jahr 1893[1]
- Kapelle Notre-Dame de Pitié aus dem 13. Jahrhundert in Fermes de Lavrigny[2]
- zwei Wegkreuze im Dorf und an der Rue du Ru Martin
- mehrere Quellen und Dorfbrunnen

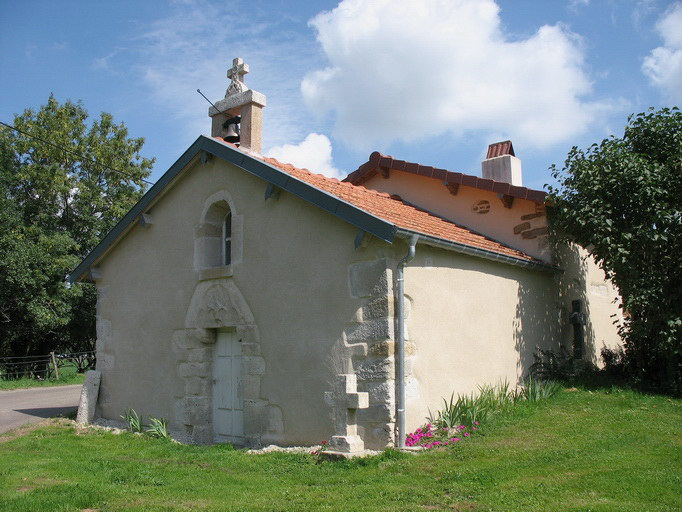
Kapelle von Lavrigny
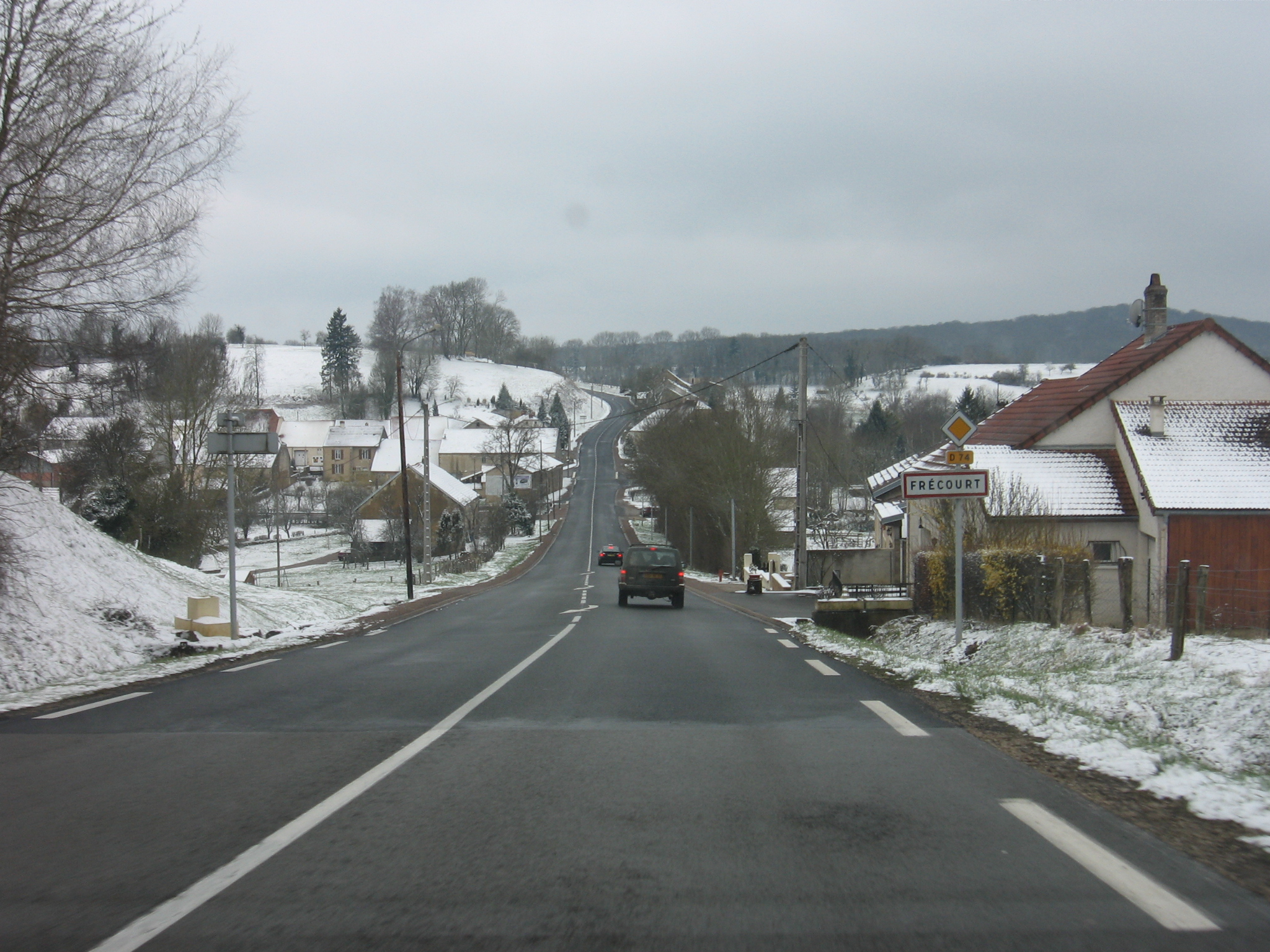
Die Gemeinde im Winter
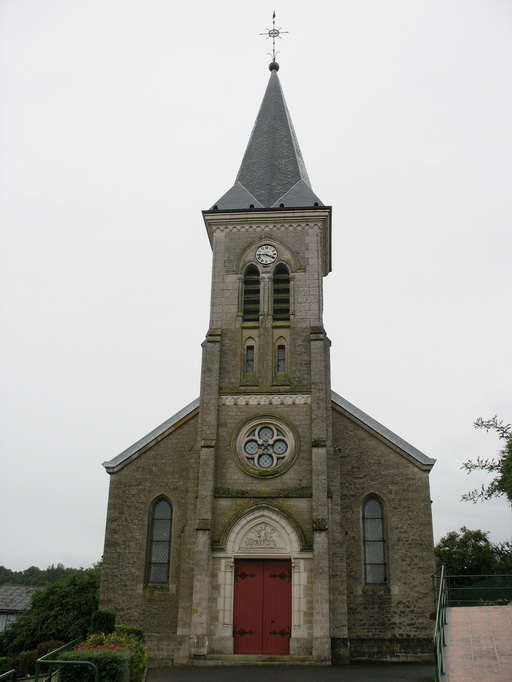
Kirche Saint-Barthélemy